# Żelazocyjanek potasu
Żelazocyjanek potasu, heksacyjanożelazian(II) potasu, K
4[Fe(CN)
6] – nieorganiczny związek chemiczny z grupy żelazocyjanków, sól kompleksowa, w której atomem centralnym jest żelazo na II stopniu utlenienia, a ligandami 6 anionów cyjankowych.

## Właściwości
Z wody krystalizuje tworząc cytrynowożółte kryształy trihydratu K
4[Fe(CN)
6]·3H
2O. Nie rozpuszcza się w etanolu, jest za to dobrze rozpuszczalny w wodzie. Roztwór pod wpływem światła słonecznego powoli przebarwia się na niebiesko w wyniku powstawania błękitu pruskiego. Logarytm stałej trwałości kompleksu [Fe(CN)
6] (logβ6) wynosi 24.
Sól uwodniona traci wodę w temperaturze 60–80 °C. Podobnie jak inne żelazocyjanki metali alkalicznych, K
4[Fe(CN)
6] jest trwały termicznie aż do temperatury czerwonego żaru, w której ulega rozkładowi do wielu produktów, nie osiągając temperatury topnienia.
Pod wpływem rozcieńczonych kwasów rozkłada się z wydzieleniem cyjanowodoru:
K
4[Fe(CN)
6] + 3H
2SO
4 → 2K
2SO
4 + FeSO
4 + 6HCN
K
4[Fe(CN)
6] + 6HCl → 4KCl + FeCl
2 + 6HCN
Stężony kwas siarkowy powoduje rozkład związku z wydzieleniem tlenku węgla. Kwas azotowy 25% przekształca jony żelazocyjankowe w nitroprusydkowe, co jest podstawowym sposobem otrzymywania nitroprusydku sodu:
K
4[Fe(CN)
6] + 6HNO
3 → H
2[Fe(CN)
5NO] + 4KNO
3 + NH
4NO
3 + CO
2
H
2[Fe(CN)
5NO] + Na
2CO
3 → Na
2[Fe(CN)
5NO] + CO
2 + H
2O
W reakcji z metalami ciężkimi tworzy nierozpuszczalne lub prawie nierozpuszczalne osady.

## Zastosowanie
Podstawowym zastosowaniem żelazocyjanku potasu jest produkcja niebieskich pigmentów, takich jak błękit pruski. Duże ilości tego związku są wykorzystywane jako substancja przeciwdziałająca zbrylaniu soli kuchennej. Przykładowo, w Unii Europejskiej (kod E536) jego maksymalna dozwolona zawartość w soli wynosi 20 mg/kg, a w Kanadzie 13 mg/kg. Jego zdolność do strącania metali ciężkich wykorzystywana jest przy produkcji kwasu cytrynowego, uszlachetniania wina, galwanostegii cyny oraz w chemii analitycznej. Jest stosowany też w fotografice kolorowej i w procesie oddzielania molibdenu od miedzi.
W stomatologii używany jako strącalnik dla 30 lub 50% chlorku cynku używanego do impregnacji zębów mlecznych.

## Zagrożenia
Żelazocyjanek potasu nie jest toksyczny. Dawka śmiertelna dla zwierząt wynosi ponad 3 g/kg masy ciała, np. 3,6 g/kg dla szczura (doustnie), tj. w przybliżeniu tyle samo, co dla soli kuchennej (LD50 = 3,5 g/kg). Zatrucie żelazocyjankiem potasu przez jego spożycie jest trudne – w organizmie kompleksowy jon [Fe(CN)
6]4−
 jest trwały, a wydzielanie jonów cyjankowych CN−
 jest znikome, sam związek jest szybko wydalany z organizmu. Do roku 2010 w literaturze opisany został jeden przypadek śmiertelnego zatrucia – 56-letniego emerytowanego farmaceuty, który wypił dwie szklanki roztworu tego związku. Toksyczne są jednak opary cyjanowodoru, które wydzielają się w czasie reakcji żelazocyjanku potasu z kwasami.